# 杨春波
杨春波（1934年1月—），男，汉族，福建仙游人，中国中医学家，福建中医药大学附属第二人民医院名誉院长、主任医师，第三届国医大师，中国国民党革命委员会党员，第八、九届全国人大代表。